# Sangar (utvrda)
Sangar je mali privremeni utvrđeni položaj s grudobranom izvorno od kamena, a danas izgrađenim od pješčanih vreća ili sličnih materijala. Termin je izvorno koristila Britanska indijska vojska za označavanje malih privremenih utvrđenih položaja na sjeverozapadnoj granici i u Afganistanu, te se još uvijek često koristi u Britanskoj vojsci. Sangar znači "barikada" na perzijskom.

## Više informacija
- Popis utvrđenih vojnih termina

## Vanjske poveznice
- Special Products - Guardpost/Sangar  Arhivirana inačica izvorne stranice od 17. svibnja 2008. (Wayback Machine)
- Staff, Army dismantles NI post BBC, 31. srpnja 2000. Članak o rasklapanju Borucki Sangara kod Crossmaglena na jugu Armagha.